# José López Portillo y Weber
José López Portillo y Weber (Guadalajara, Jalisco, 19 de abril de 1889 - Ciudad de México, 17 de enero de 1974) fue un ingeniero, historiador, investigador y académico mexicano. Se especializó en la historia de Nueva Galicia y de Jalisco.

## Semblanza biográfica
Fue hijo del político y académico José López Portillo y Rojas y de Margarita Weber y Narváez, se trasladó a la Ciudad de México a los catorce años de edad. Realizó sus estudios en el Colegio Militar.  Participó acompañando al presidente Francisco I. Madero en la marcha heroica durante los acontecimientos de la Decena Trágica. Se graduó como ingeniero geógrafo. 
Fue nombrado miembro de número de la Academia Mexicana de la Historia, tomó posesión del sillón N° 5 el 18 de abril de 1934 con el discurso "Los cronistas de la Conquista de Nueva Galicia" el cual fue contestado por Atanasio G. Saravia. Murió en la Ciudad de México el 17 de enero de 1974.  Fue padre del presidente José López Portillo y Pacheco.

## Obra publicada
- Historia del petróleo en México.
- La conquista de Nueva Galicia, en 1935.
- La génesis de los signos de las letras, en 1935.
- La rebelión de Nueva Galicia, en 1939.
- Guadalajara de fin de siglo, en 1950.
- Dinámica histórica de México, en 1953.
- Cristóbal de Oñate: historia novela, en 1955.
- Jalisco y el golpe de estado de Comonfort, en 1958.
- Guadalajara, el Hospicio Cabañas y su fundador, en 1971.